# 日本基礎技術
日本基礎技術株式会社（にほんきそぎじゅつ）は、基礎工事が専門の日本の建設会社。
地質調査、岩盤グラウチング技術、アンカー技術など基礎工事を専門としている。

## 概要
1953年11月、大阪市北区松ケ枝町に日本グラウト工業株式会社が設立。日本各地に支店が開設され、1985年4月に新技術開発株式会社と合併、日本基礎技術株式会社に商号変更。
日本グラウト工業の創業者は農林省（現在の農林水産省）出身で、会社の設立当時は米の増産に伴うため池の地盤改良の為のグラウト（薬液投入）工事を行っていた。現在でもため池のグラウト工事の技術を利用したダムのグラウト工事が当社の主要事業の一つとなっている。
1988年11月に大阪証券取引所市場第2部に株式を上場。1993年10月に東京証券取引所市場第2部に株式を上場。1995年9月に東京証券取引所および大阪証券取引所市場第1部に昇格。
大輪会のメンバー企業である。

## 拠点
- 本社（大阪市北区天満1-9-14）
- 東京支社（東京都渋谷区幡ヶ谷1-1-12）
- 札幌支店
- 東北支店
- 首都圏支店
- 中部支店
- 関西支店
- 九州支店
- 東日本機械センター
- 西日本機械センター
- 研修センター

## 関係会社
- JAFEC USA,Inc.
- オーケーソイル